# Cap Percé
Ne doit pas être confondu avec Rocher Percé.
Le cap Percé est un cap de France situé à Saint-Pierre-et-Miquelon.

## Géographie
Le cap Percé se situe dans le nord-est de Langlade. Ses côtes rocheuses sont formées de falaises atteignant 85 mètres d'altitude. En avant du cap se trouve un rocher, la pointe du Cap Percé. Un sentier de randonnée en provenance de l'anse du Gouvernement et gagnant l'anse aux Soldats juste à l'ouest du cap permet de s'en approcher.